# Военный контингент Малайзии в Афганистане
Военный контингент Малайзии в Афганистане — подразделение вооружённых сил Малайзии, созданное летом 2010 года. В 2010 - 2014 гг. действовало в составе сил ISAF.

## История
После начала войны в Афганистане США и Великобритания предприняли усилия, чтобы привлечь Малайзию к участию в военной кампании, однако в октябре 2001 года правительство Малайзии ответило отказом. Население Малайзии (большинство которого составляли мусульмане) также не поддерживало идею о участии страны в войне в Афганистане.
В июле 2010 года было объявлено, что Малайзия примет ограниченное участие в операции и отправит в Афганистан сводное подразделение из 40 военнослужащих (группу военных медиков и подразделение охраны). 15 июля 2010 года министерство обороны сообщило о отправке в Афганистан первой группы из 12 человек (остальные 28 должны были прибыть в сентябре).
Изначально предполагалось, что продолжительность участия в операции составит три года (с заменой личного состава через каждые шесть месяцев службы). Командиром отряда был назначен подполковник Rusman Bin Sanip. 16 июля 2010 года на транспортном самолёте С-130 ВВС Малайзии они вылетели из Малайзии в Катар, откуда на самолёте С-130 ВВС США были доставлены на авиабазу НАТО в городе Бамиан. В начале августа 2010 года они прибыли к месту службы на базе в провинции Бамиан и были переданы в оперативное подчинение новозеландского контингента.
Личный состав отряда был экипирован в камуфлированную военную форму, оснащён касками и бронежилетами, вооружён 5,56-мм автоматами Colt M4 и ручными пулемётами "FN Minimi", получил автомашины-внедорожники и средства радиосвязи.
По состоянию на 1 августа 2013 года численность контингента составляла 2 военнослужащих.
28 декабря 2014 года было объявлено, что операция "Несокрушимая свобода" в Афганистане завершена. Тем не менее, боевые действия продолжались и иностранные войска остались в стране - в соответствии с начатой 1 января 2015 года операцией «Решительная поддержка», хотя общая численность войск была уменьшена. Подразделение Малайзии оставалось в Афганистане до октября 2015 года, после чего было выведено из страны.

## Результаты
Потерь среди личного состава военного контингента Малайзии не имелось.
Однако в числе потерь «контрактников» сил коалиции (сотрудники иностранных частных военных и охранных компаний, компаний по разминированию, операторы авиатехники, а также иной гражданский персонал, действующий в Афганистане с разрешения и в интересах стран коалиции) были по меньшей мере два убитых гражданина Малайзии.
- 17 января 2014 в Кабуле в ресторане "La Taverna du Liban" был убит гражданин Малайзии V.N. Gnanathurai Nagarajah (бывший министр финансов Малайзии, нанятый зарегистрированной в Лондоне британской компанией "Adam Smith International" для работы в качестве советника при министерстве финансов Афганистана)[8]
- в начале августа 2018 года в Кабуле были похищены три контрактника-иностранца, работавшие на французскую фирму "Sodexo" (один гражданин Индии, один гражданин Малайзии и один гражданин Македонии), 3 августа 2018 года их трупы были обнаружены на окраине Кабула[9].

Снабжение и тыловое обеспечение подразделения Малайзии в Афганистане обеспечивали войска Новой Зеландии.